# Presidente del Federal Reserve System
Il Presidente del Consiglio dei governatori del Federal Reserve System è il capo del Federal Reserve System, ed è il funzionario esecutivo attivo del Consiglio dei governatori. Il presidente presiede le riunioni del Consiglio.
L'attuale presidente è Jerome Powell, che ha prestato giuramento il 5 febbraio 2018. È stato nominato per la carica dal presidente Donald Trump il 2 novembre 2017, e successivamente confermato dal Senato. È stato successivamente nominato per un secondo mandato dal presidente Joe Biden.

## Nomina e funzioni
Come stabilito dal Banking Act del 1935, il presidente viene scelto dal presidente degli Stati Uniti tra i governatori del Consiglio per un mandato di quattro anni con il consenso del Senato. Per legge, alle riunioni del Consiglio presiede il presidente e, in sua assenza, il vicepresidente. In assenza di entrambi, il Consiglio elegge un membro che svolga le funzioni di presidente pro tempore.
Sotto la sua guida, le responsabilità del Consiglio includono l'analisi degli andamenti finanziari ed economici nazionali e internazionali. Il consiglio inoltre supervisiona e regola le Federal Reserve Banks, esercita la responsabilità nel sistema dei pagamenti della nazione e amministra le leggi sulla protezione del credito al consumo. Per tradizione, uno dei doveri più importanti del presidente è quello di presiedere il Federal Open Market Committee (FOMC), che è fondamentale per stabilire la politica monetaria statunitense a breve termine. Tuttavia, il presidente del FOMC viene eletto alla prima riunione di ogni anno e sebbene il presidente del Board of Governors sia sempre stato scelto, non vi è alcun obbligo legale che ciò avvenga.
Il presidente riferisce due volte l'anno al Congresso sugli obiettivi di politica monetaria del Federal Reserve. Egli testimonia di fronte al Congresso anche su numerose altre questioni finanziarie e incontra periodicamente il segretario del tesoro, che è un membro del gabinetto del presidente degli Stati Uniti.

## Presidenti della Federal Reserve
| Nº | Presidente | Presidente                                | Mandato           | Mandato           |
| Nº | Presidente | Presidente                                | Inizio            | Fine              |
| -- | ---------- | ----------------------------------------- | ----------------- | ----------------- |
| 1  |            | Charles Hamlin (1861-1938)                | 10 agosto 1914    | 10 agosto 1916    |
| 2  |            | William Proctor Gould Harding (1864-1930) | 10 agosto 1916    | 9 agosto 1922     |
| 3  |            | Daniel Richard Crissinger (1860-1942)     | 1º maggio 1923    | 15 settembre 1927 |
| 4  |            | Roy Archibald Young (1882-1960)           | 4 ottobre 1927    | 31 agosto 1930    |
| 5  |            | Eugene Meyer (1875-1959)                  | 16 settembre 1930 | 10 maggio 1933    |
| 6  |            | Eugene Robert Black (1873-1934)           | 19 maggio 1933    | 15 agosto 1934    |
| 7  |            | Marriner Stoddard Eccles (1890-1977)      | 15 novembre 1934  | 3 febbraio 1948   |
| 8  |            | Thomas Bayard McCabe (1893-1982)          | 15 aprile 1948    | 2 aprile 1951     |
| 9  |            | William McChesney Martin (1906-1998)      | 2 aprile 1951     | 1º febbraio 1970  |
| 10 |            | Arthur Frank Burns (1904-1987)            | 1º febbraio 1970  | 8 marzo 1978      |
| 11 |            | George William Miller (1925-2006)         | 8 marzo 1978      | 6 agosto 1979     |
| 12 |            | Paul Volcker (1927-2019)                  | 6 agosto 1979     | 11 agosto 1987    |
| 13 |            | Alan Greenspan (1926)                     | 11 agosto 1987    | 31 gennaio 2006   |
| 14 |            | Ben Bernanke (1953)                       | 1º febbraio 2006  | 31 gennaio 2014   |
| 15 |            | Janet Yellen (1946)                       | 1º febbraio 2014  | 3 febbraio 2018   |
| 16 |            | Jerome Powell (1953)                      | 5 febbraio 2018   | in carica         |